# Bedigliora
Bedigliora is een gemeente en plaats in het Zwitserse kanton Ticino, en maakt deel uit van het district Lugano.
Bedigliora telt 605 inwoners.